# Opharus polystrigata
Opharus polystrigata är en fjärilsart som beskrevs av George Francis Hampson 1901. Opharus polystrigata ingår i släktet Opharus och familjen björnspinnare. Inga underarter finns listade i Catalogue of Life.